# 은하의 색 등급도

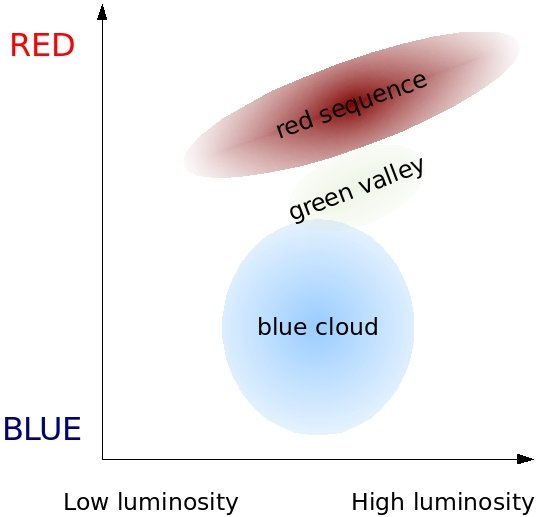
은하 색등급도에 관한 모형. 도표에서 나타나는 세 가지 분포는 각각 적색렬, 청색 운, 녹색 협곡이라 불린다.

은하의 색 등급도(銀河의 色 等級圖, galaxy color–magnitude diagram)는 은하의 절대등급(광도로 측정)과 질량 사이의 관계를 보여주는 도표이다. 색 등급도 상에서는 세 가지의 영역이 나타나는데, 이들에 관한 설명은 2003년에 에릭 F. 벨 등의 콤보-17 탐사를 통해 이루어졌다. 슬론 디지털 전천 탐사 및 1961년 드 보클레르의 은하 형태 분석에서는 도표 상에서 두 가지의 분포가 드러나는데, 하나는 적색 은하로, 다른 하나는 청색 은하로 이루어진 것이다. 정확히 말해서 색 등급도는 세 가지 주요 분포로 나뉜다. 둘은 앞에서 언급한 적색렬(red sequence)과 청색운(blue cloud)이고, 나머지 하나는 그 중간에 위치한 녹색협곡(green valley)이다. 적색렬은 대부분의 적색 은하를 포함하는데, 이들은 일반적으로 타원 은하이다. 그에 비해 청색운은 주로 나선 은하로 이루어진 대부분의 청색 은하를 포함한다. 두 분포 사이에는 녹색협곡이라 불리는 상대적으로 은하가 적은 분포를 보이는 공간이 있다. 여기에는 수 많은 적색 나선은하가 포함되어 있다. 도표와 유사하게 생긴, 별에 관한 헤르츠스프룽-러셀도와는 달리 은하의 물리량은 색 등급도 상의 위치를 통해 완전한 측정이 이루어질 수 없다. 도표는 시간에 따른 그럴듯한 진화 경로를 보여주는데, 우주의 진화 초기에 있는 적색렬은 등급에 대한 색깔이 좀 더 일정하며 청색운은 균일하게 분포해있지 않지만 적색렬로의 진행을 보여준다.

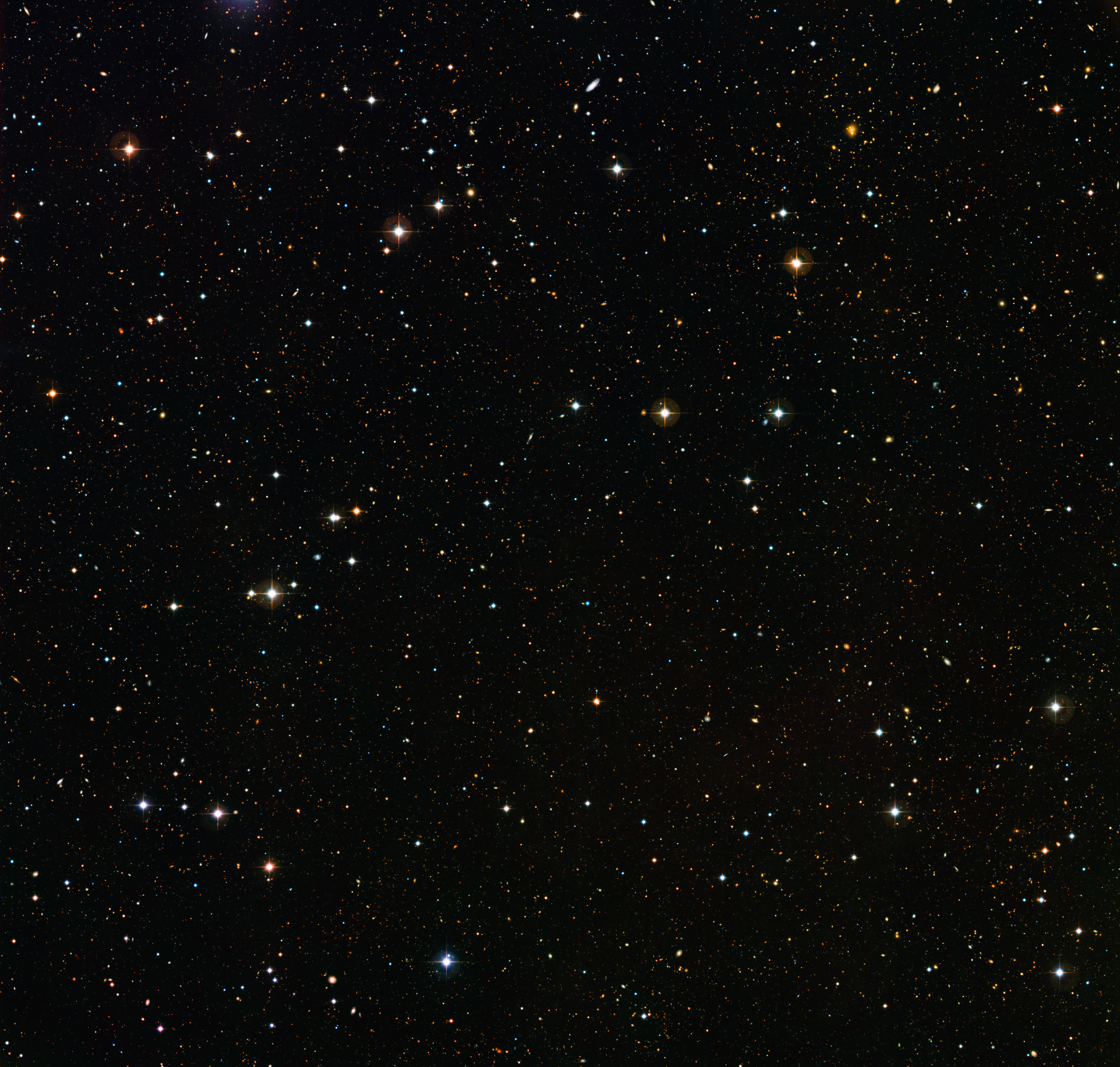
콤보-17 탐사를 통해 밝혀진 하늘의 다섯 부분 중 하나.

새 연구에 따르면 녹색 협곡이 실제로 두 개의 서로 다른 분류군으로 이루어져 있다고 한다. 하나는 수 십억 년 간 별형성 기체량이 고갈되면서 별의 형성이 중단된 만기 형 은하로 이루어져 있으며, 다른 하나는 다른 은하와의 병합이나 활동 은하핵의 존재를 통해 기체 공급과 기체 저장고가 파괴된 조기 형 은하로 이루어져 있다.
우리은하와 안드로메다 은하는 별의 형성 속도가 기체의 고갈로 인해 점차 느려지고 있기 때문에 녹색 협곡에 있는 것으로 추정된다.